# Aphanius dispar
Aphanius dispar es una especie de pez de la familia de los ciprinodóntidos en el orden de los ciprinodontiformes.

## Morfología
Los machos pueden alcanzar los 7 cm de longitud total.

## Distribución geográfica
Esta especie se encuentra desde Egipto hasta Somalia, Mar Rojo, India occidental, Arabia Saudita, Irán y, a través del Canal de Suez, ha penetrado en el Mediterráneo suroriental (Israel).